# Sant Jan (Isèra)
Saint-Jean-d'Hérans és un municipi francès situat al departament de la Isèra i a la regió d'Alvèrnia-Roine-Alps. L'any 2007 tenia 302 habitants.

## Demografia

### Població
El 2007 la població de fet de Saint-Jean-d'Hérans era de 302 persones. Hi havia 132 famílies de les quals 44 eren unipersonals (24 homes vivint sols i 20 dones vivint soles), 48 parelles sense fills, 32 parelles amb fills i 8 famílies monoparentals amb fills.
La població ha evolucionat segons el següent gràfic:
Habitants censats

### Habitatges
El 2007 hi havia 216 habitatges, 134 eren l'habitatge principal de la família, 71 eren segones residències i 11 estaven desocupats. 202 eren cases i 14 eren apartaments. Dels 134 habitatges principals, 103 estaven ocupats pels seus propietaris, 30 estaven llogats i ocupats pels llogaters i 1 estava cedit a títol gratuït; 2 tenien una cambra, 11 en tenien dues, 22 en tenien tres, 32 en tenien quatre i 67 en tenien cinc o més. 102 habitatges disposaven pel capbaix d'una plaça de pàrquing. A 77 habitatges hi havia un automòbil i a 53 n'hi havia dos o més.

### Piràmide de població
La piràmide de població per edats i sexe el 2009 era:
| Homes | Edats   | Dones |
| ----- | ------- | ----- |
| 0     | 95 o +  | 0     |
| 0     | 90 a 94 | 0     |
| 4     | 85 a 89 | 8     |
| 8     | 80 a 84 | 0     |
| 8     | 75 a 79 | 8     |
| 8     | 70 a 74 | 8     |
| 4     | 65 a 69 | 0     |
| 4     | 60 a 64 | 4     |
| 4     | 55 a 59 | 16    |
| 16    | 50 a 54 | 8     |
| 16    | 45 a 49 | 12    |
| 8     | 40 a 44 | 0     |
| 8     | 35 a 39 | 12    |
| 8     | 30 a 34 | 4     |
| 8     | 25 a 29 | 12    |
| 4     | 20 a 24 | 4     |
| 8     | 15 a 19 | 4     |
| 4     | 10 a 14 | 12    |
| 4     | 5 a 9   | 8     |
| 12    | 0 a 4   | 8     |

## Economia
El 2007 la població en edat de treballar era de 177 persones, 125 eren actives i 52 eren inactives. De les 125 persones actives 117 estaven ocupades (63 homes i 54 dones) i 8 estaven aturades (3 homes i 5 dones). De les 52 persones inactives 23 estaven jubilades, 14 estaven estudiant i 15 estaven classificades com a «altres inactius».

### Ingressos
El 2009 a Saint-Jean-d'Hérans hi havia 128 unitats fiscals que integraven 287,5 persones, la mediana anual d'ingressos fiscals per persona era de 16.987 €.

### Activitats econòmiques
Dels 13 establiments que hi havia el 2007, 4 eren d'empreses extractives, 1 d'una empresa de fabricació d'altres productes industrials, 3 d'empreses de construcció, 2 d'empreses de comerç i reparació d'automòbils, 2 d'empreses de transport i 1 d'una empresa classificada com a «altres activitats de serveis».
Dels 4 establiments de servei als particulars que hi havia el 2009, 1 era un taller de reparació d'automòbils i de material agrícola, 1 guixaire pintor, 1 fusteria i 1 saló de bellesa.
L'únic establiment comercial que hi havia el 2009 era una botiga de menys de 120 m².
L'any 2000 a Saint-Jean-d'Hérans hi havia 13 explotacions agrícoles.

## Equipaments sanitaris i escolars
El 2009 hi havia una escola elemental.

## Poblacions més properes
El següent diagrama mostra les poblacions més properes.